# Tony Alva
Tony Alva (* 2. listopadu 1957 Santa Monica, Kalifornie, USA) je americký skateboardista a podnikatel, člen legendárních Z-Boys, který je považován za jednoho z nejvlivnějších skaterů světa. Pochází z mexicko-americké rodiny ze Santa Moniky v Kalifornii. Styl, kterým jezdil na skateboardu, byl odlišný od tradičního skateboardingu, který byl v kurzu v šedesátých letech. Alva a ostatní skateři ze Z-Boys patřili v polovině sedmdesátých let 20. století mezi první, kdo začali jezdit ve vypuštěných bazénech. V roce 1977 založil vlastní skateboardovou značku Alva Skates. Jednalo se o jednu z prvních firem, která začala vyrábět skateboardy z vrstvené překližky z kanadského javoru. Skutečný příběh Tonyho Alvy je zaznamenán v dokumentu Dogtown and Z-Boys, inspirací byl i pro film Legendy z Dogtownu.

## Obchody
V prosinci 2005 otevřel dva obchody v jižní Kalifornii a jeden v Los Angeles na Fairax Ave. O rok později se oslavy prvního výročí otevření obchodu v Los Angeles účastnili i bývalí členové Z-Boys.

## Zajímavosti
- Stal se prvním mistrem světa ve skateboardingu, titul získal v roce 1977 a ve stejném roce byl zvolen ve čtenářském hlasování časopisu Skateboarder "jezdcem roku".
- Vytvořil také Guinnesův světový rekord ve skocích přes barely.

## Filmy
- Dogtown and Z-Boys. Scénář a režie: Stacy Peralta. USA, 2001, 91 min. Dostupné zde.
- Dogtown Articles. C.R. Stecyk III – kmotr DogTownu. Nepoužité scény z dokumentu.
- Lords of Dogtown (Legendy z Dogtownu). Scénář: Stacy Peralta, režie: Catherine Hardwicke. USA / Německo, 2005, 107 min. Dokument o natáčení filmu.
- The Tony Alva Story. Scénář a režie: Coan "Buddy" Nichols, Rick Charnoski. USA, 2019, 45 min. Dostupné zde.